# Ajax Amsterdam (femení)
L'Ajax Amsterdam femení és la secció femenina del Ajax Amsterdam, i juga a l'Eredivisie dels Països Baixos. Des de la seva fundació al 2012 ha guanyat tres lligues i cinc Copes.

## Històric

### Palmarès
- 3 Eredivisie
  - 16/17, 17/18, 22/23[2]
- 5 Copa dels Països Baixos
  - 13/14, 16/17, 17/18, 18/19, 21/22[3]

### Trajectòria
| Eredivisie / BeNe League |  |  |  |  |  |  |  |  |  |  |  |  | 4 | 3 | 3 | 2 |